# Anosia kapaura
Anosia kapaura är en fjärilsart som beskrevs av Talbot 1943. Anosia kapaura ingår i släktet Anosia och familjen praktfjärilar. Inga underarter finns listade i Catalogue of Life.